# Friedrich Wilhelm Raiffeisen

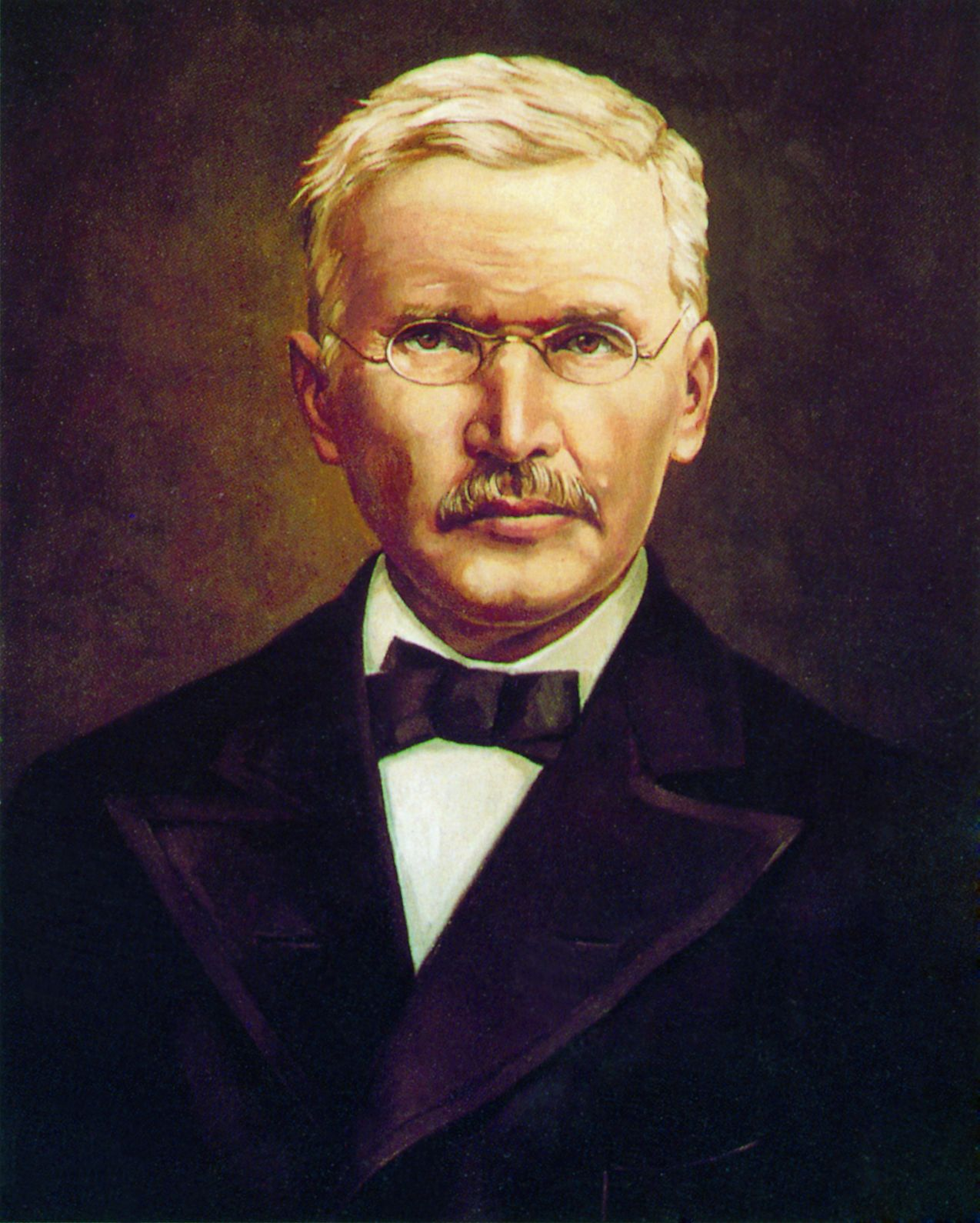
Friedrich Wilhelm Raiffeisen (um 1870)

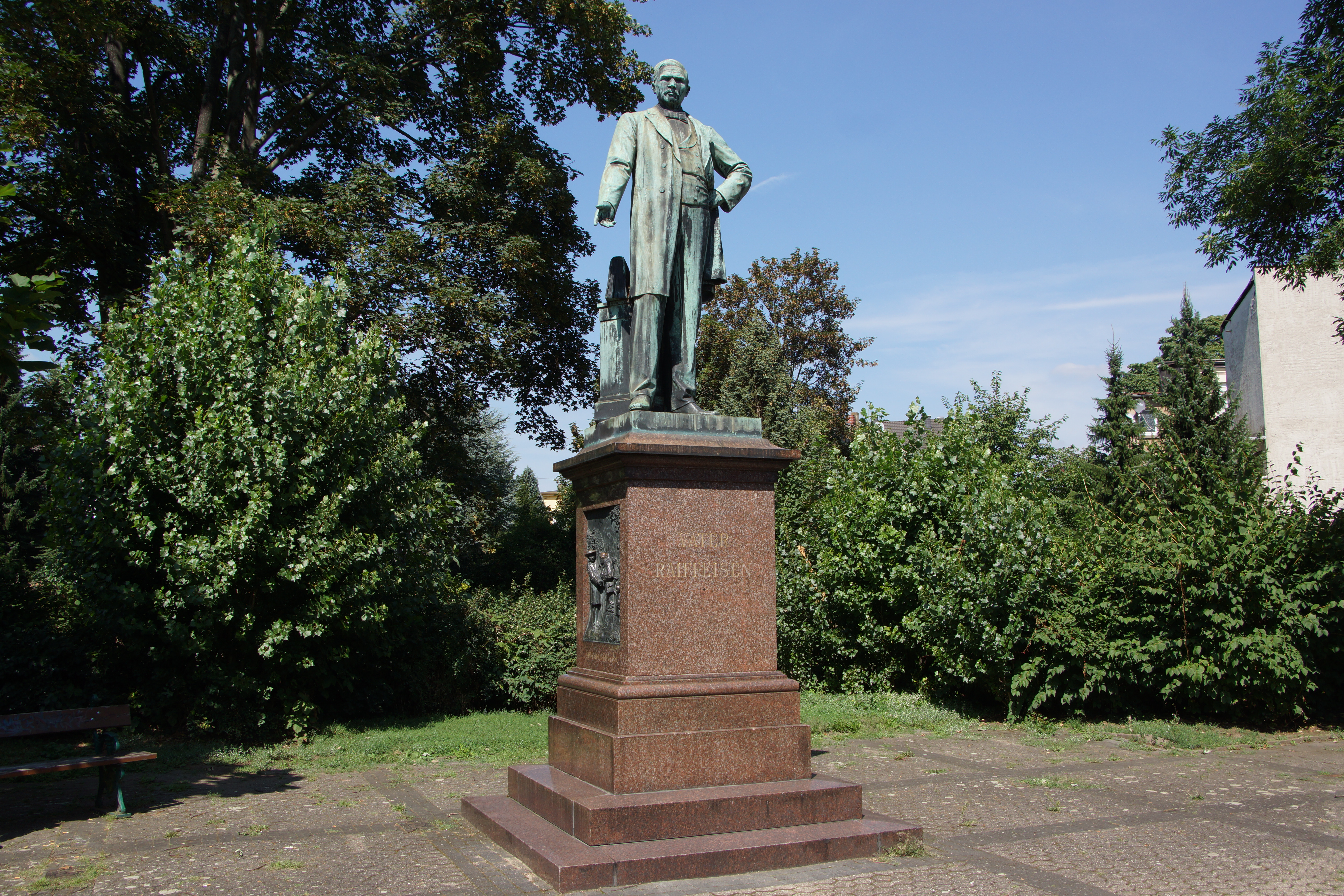
Raiffeisen-Denkmal Neuwied

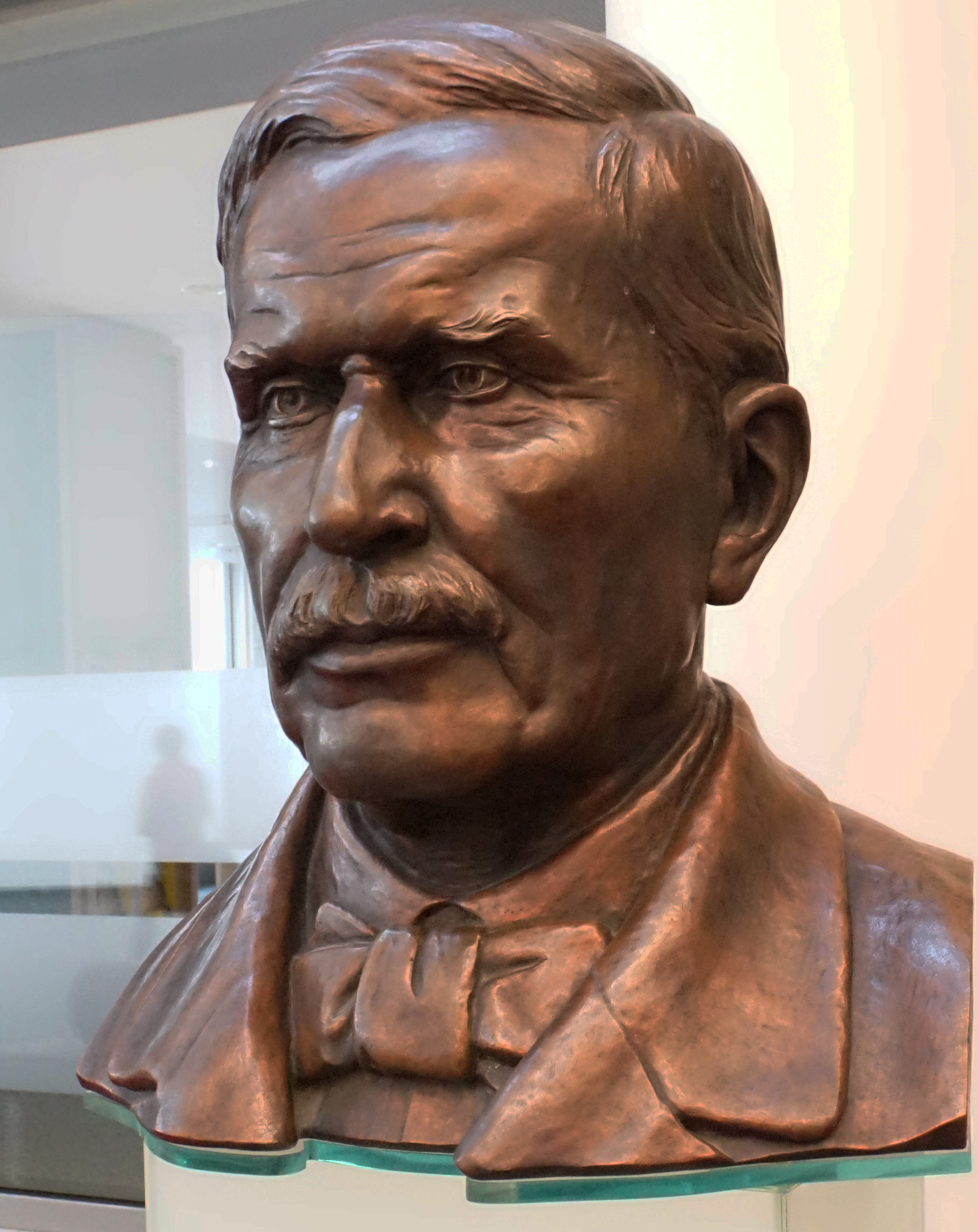
Büste, Wien

Friedrich Wilhelm Heinrich Raiffeisen (* 30. März 1818 in Hamm (Sieg); † 11. März 1888 in Heddesdorf, heute Neuwied) war ein deutscher Sozialreformer und Kommunalbeamter. Er gehört zu den Gründern der genossenschaftlichen Bewegung in Deutschland und ist der Namensgeber der Raiffeisenorganisation.

## Leben

### Herkunft und Ausbildung
Friedrich Wilhelm Raiffeisen war eins von neun Kindern der Eheleute Gottfried Friedrich Raiffeisen (1782–1849) und Amalie, geb. Lanzendörffer (1784–1859). Sein Großvater Johann Carl Ludwig Raiffeisen (1749–1814) war Pfarrer und kam aus dem fränkischen Mittelfischach (heute Gemeinde Obersontheim im Landkreis Schwäbisch Hall) nach Hamm. Der Name Raiffeisen entstammt der Flurbezeichnung „Rawe“ und der altertümlichen Flurbezeichnung „Ess“ für Weide, sodass er als sehr alter Name aus Zeiten germanischer Weidewirtschaft gelten kann. Die Familie lässt sich zurückverfolgen bis auf den Müller Hans Raiffeisen (* 1510), der 1547 Bürger von Ravensburg wurde. Jörg Raiffeisen, einer der Söhne von Hans, war Nestler und wurde 1562 durch Heirat Bürger von Hall. Sein Sohn Georg Raiffeisen (1569–1651) war ebenfalls Nestler und Stadtbaumeister von Hall. Durch Heirat wurde er siedeberechtigt. Sein gleichnamiger Sohn (1598–1667) war ebenfalls Nestler und Vater von fünfzehn Kindern. Einer seiner Söhne, Hans Jörg (1627–1691), und auch dessen Sohn Johann Peter (1676–1716) waren als Glaser in einem damals neuen und stark nachgefragten Handwerk tätig. Dessen Sohn Johann Adam (1715–1769) wurde kein Handwerker, sondern ab 1738 Musiker am Hof von Ludwig von Löwenstein-Wertheim. 1744 bewarb er sich als Stadtmusikus in Hall, wurde aber nicht eingestellt. Da seine Bürger- und Siederechte dort durch den Wegzug verfallen waren, konnte er sich nicht in Hall ansiedeln und wurde daraufhin Lehrer in Eschach. Sein noch in Wertheim geborener Sohn Carl Ludwig (1749–1814), der Großvater von Friedrich Wilhelm Raiffeisen, war der erste Akademiker in der Familie. Von seinen Söhnen studierten zwei, während der Vater von F. W. Raiffeisen nach einer landwirtschaftlichen und kaufmännischen Ausbildung die Tochter des Hammer Bürgermeisters heiratete. Die Familie seiner Mutter entstammte ebenfalls dem süddeutschen Raum. Die ältesten überlieferten Vorfahren der Lanzendörfer (auch Lantzendörffer usw.) kamen aus Münchberg bei Bayreuth. In der Familie fanden sich hauptsächlich Kaufleute und Verwaltungsbeamte. Als F. W. Raiffeisen geboren wurde, waren seine Vorfahren seit 75 Jahren fast ununterbrochen Bürgermeister von Hamm. Somit wurde er in eine der angesehensten Familien der Gegend geboren.
Da sein Vater nach einer Erkrankung verarmte und als Ernährer und auch als Erzieher ausfiel, war seine Mutter weitestgehend auf sich allein gestellt, um die neun Kinder zu ernähren und zu erziehen. Die wenigen überlieferten Brieffragmente deuten darauf hin, dass sie im Glauben an Gott ihr Schicksal trug. Der Einfluss der Mutter war wohl entscheidend für die spätere Frömmigkeit von F. W. Raiffeisen.
Raiffeisen erhielt neben dem Volksschulunterricht auch Privatstunden bei seinem Patenonkel, dem reformierten Pfarrer von Hamm, Georg Wilhelm Heinrich Seippel, und dessen Freund Hofrat Lantzendörffer. Johannes Hasselhorn glaubte an eine pietistische Prägung des jungen Raiffeisen durch die Religiosität der damaligen Bevölkerung und besonders durch den als Pastor tätigen Großvater. Als 17-Jähriger musste er in die Offizierslaufbahn der preußischen Armee in Köln eintreten, da seine Familie zu arm war, ein Studium zu finanzieren. Der Vater Raiffeisen war schon um 1822 vom Bürgermeisteramt zurückgetreten, vermutlich weil er an Tuberkulose erkrankt war. Als Todesursache des am 16. Januar 1849 Verstorbenen vermerkt das Kirchenbuch Abzehrung. Raiffeisen wurde in einem guten, wohlbehüteten und religiösen Elternhaus groß, in dem besonders seine Mutter Amalie als alleinige Verantwortliche für die Familie über sich hinauswuchs.
Obwohl Raiffeisen von damaligen Zeitgenossen keineswegs als Militarist, sondern eher als geistiger Mensch beschrieben wird, wurde er 1838 zum Unteroffizier befördert und zur Inspektionsschule nach Koblenz kommandiert, was damals als Auszeichnung galt. An jener Schule lernte er technisches Detailwissen, das ihm später als Bürgermeister beim Schul- und Wegebau sowie der Wiesendrainage hilfreich war. In Koblenz lernte er die „Euterpier“ kennen. Dieser Jugendbund bestand aus Gymnasiasten, die sich unter dem Wahlspruch „Fromm, frisch, froh, frei“ und im Zeichen der Fröhlichkeit und des Humanismus zusammenfanden. Die daraus entstandenen Freundschaften hielten auch an, als er nach Köln versetzt wurde. Ein Teil der Euterpier studierte in Bonn und gründete dort den Bonner Wingolf. Ihm war Raiffeisen zwar als gern gesehener Gast zuzurechnen, er trat aber selbst nie ein. Während seiner Kölner Zeit erkrankte er an einem Augenleiden, womit seine Pläne einer militärischen Karriere als Offizier unmöglich wurden. Sein Onkel Hofrat Lantzendörffer verschaffte ihm eine Stelle in der zivilen preußischen Verwaltung.
Am 23. September 1845 heiratete er die Apothekerstochter Emilie Storck aus Remagen.

### Berufsleben und Werk
Raiffeisen wurde in die preußische Kommunalverwaltung als Kreissekretär nach Mayen versetzt und war von 1845 bis 1848 Bürgermeister von Weyerbusch im Westerwald, nur wenige Kilometer von seinem Geburtsort Hamm entfernt. Seine Aufgabe war es, die eingehenden Bittgesuche und Anträge der Bürger zu bearbeiten, die Sitzungen der Gemeinderäte vorzubereiten und die Anordnungen der vorgesetzten Behörden umzusetzen. Mit der Einführung der preußischen Gemeindeordnung, die er durchsetzen musste, wurden in allen Orten Protokollbücher angelegt, deren Auswertung später einen wichtigen Beitrag zur Forschung über Raiffeisen lieferte. Als Bürgermeister war er auch verantwortlich für die Durchführung der Wahlen zum Preußischen Abgeordnetenhaus und zur Frankfurter Nationalversammlung. Raiffeisen war ein bürgernaher Gemeindevorsteher, der sich die Nöte und Sorgen anhörte und versuchte, die Lage zu verbessern. Einer seiner Schwerpunkte während seiner gesamten Tätigkeitszeit war das Schulwesen. Von ihm ist die Aussage überliefert, dass „der beste Kampf gegen die Armut eine gute Schulbildung ist“. Viele Schulen waren damals in einem sehr schlechten baulichen Zustand, und die Schüler wurden in den nassen, kalten und zugigen Räumen oft krank. Nach Amtsbeginn in Weyerbusch begann er, ein neues Schulgebäude zu entwerfen, planen und bauen zu lassen. Hierbei war seine Ausbildung zum Oberfeuerwerker hilfreich, in der er das Rüstzeug gelernt hatte, um jetzt die Verträge mit den Handwerkern zu schließen, deren Arbeiten zu überwachen und später abzunehmen. Während seiner weiteren Jahre als Bürgermeister an verschiedenen Orten ließ er immer wieder neue Schulen planen und errichten.
Ein weiteres wichtiges Anliegen war ihm die Erschließung mit Straßen und Wegen. Es gab damals nur unbefestigte Lehmwege, die bei schlechter Witterung unpassierbar waren. Um den Absatz der Agrarprodukte zu fördern, betrieb er zur besseren Erschließung der Region den Bau einer Straße von Weyerbusch über Flammersfeld, Rengsdorf und Heddesdorf zum Rhein, später auch bis Hamm (Sieg). Diese Straße, die zum Teil mit der heutigen B 256 identisch ist, wurde am 23. März 1984 Historische Raiffeisenstraße genannt. Sie verbindet seine Wirkungsstätten vom Geburtsort bis zum Raiffeisen-Denkmal in Neuwied. Er sorgte für die Aufforstung der Wälder und den Bau der Westerwaldbahn.
Der Winter 1846/47 stellte ihn vor eine neue Herausforderung. Im Sommer davor waren die Durchschnittstemperaturen in ganz Europa gesunken, wie wir heute wissen durch die Vulkanausbrüche des Fonualei und des Merapi mit monatelangem Ascheausstoß. Durch die Klimaveränderung kam es zu erheblichen Mindererträgen beim Getreide, was durch das erstmalige Auftreten der Krautfäule bei den Kartoffeln zu explodierenden Nahrungsmittelpreisen im Winter führte. Auf Antrag von Raiffeisen lieferte die Regierung Brotgetreide, um die ärgste Not zu lindern. Es durfte allerdings nur gegen sofortige Bezahlung abgegeben werden, wozu die meisten Bewohner nicht in der Lage waren. Er handelte als junger Bürgermeister eigenmächtig und gab die dringend benötigten Nahrungsmittel gegen Schuldschein heraus. In Erinnerung an seinen Patenonkel Seippel, der 1818 Geld für Bedürftige aus dem Opferstock genommen haben soll, weil ihm die örtliche Verwaltung zu langsam auf eine Hungersnot reagiert hatte, war ihm die Linderung der Not wichtiger als die Anweisung der Regierung.
Wie Seippel gründete er einen Hilfsverein. Er schaffte es, dass die etwas begüterten Mitbürger ihre geringen Ersparnisse dort einbrachten und er das Getreide bezahlen konnte. Vom gegründeten „Brotverein“ wurden mit diesem Geld ein Gemeindebackhaus gebaut und im Frühjahr Saatkartoffeln finanziert, damit die Ärmeren im Herbst mit den Verkaufserlösen ihre Schulden zurückzahlen konnten. Der Verein hatte keine Satzung, und Raiffeisen schrieb an seinen Landrat, dass sie auf Treu und Glauben als bindend begründet sind. Wegen des guten Zustands in seinem Verwaltungsgebiet bewilligte der Landrat Raiffeisen für die ihm entstandenen Kosten daraufhin ein Darlehen.
Ab 1848 wechselte er als Bürgermeister zur Bürgermeisterei Flammersfeld mit 33 Ortschaften. Die allgemein beginnende technische und agrarwirtschaftliche Entwicklung machte ihm bewusst, dass es den meist kleinen Landwirten an Geld fehlte, um am Fortschritt teilzuhaben. Um den Absatz der Produkte zu fördern, begann er sogleich wieder damit, sich um bessere Straßenverbindungen zu bemühen. Es dauerte dann aber bis 1854, bis eine Straße von Flammersfeld über Asbach nach Honnef von der Regierung genehmigt und gebaut wurde. In Flammersfeld sah er besonders das Problem des Viehwuchers, das viele Landwirte aufgrund der damaligen schlechten Schulausbildung meist nicht selbst erkannten. Händler verkauften minderwertiges Vieh zu überhöhten Preisen auf Kredit mit viel zu kurzen Rückzahlzeiten und weit überhöhten Zinsen. Um nachhaltig zu helfen, gründete sich auf Betreiben von Raiffeisen am 1. Dezember der Flammersfelder Hilfsverein zur Unterstützung unbemittelter Landwirte. Zu Beginn der Gründungsversammlung appellierte er an die 60 Anwesenden mit den Worten:

„Auch in unserem Amtsbezirk befinden sich unter der armen, ausgesogenen Bevölkerung Giftpflanzen, Wucherer, welche sich ein Geschäft daraus machen, die Not ihrer Mitmenschen in herzlosester Weise auszunützen. Wie das gierige Raubtier auf das gehetzte und abgemattete Wild, so stürzen sich die gewissenlosen und habgierigen Blutsauger auf die hilfsbedürftigen und ihnen gegenüber wehrlosen Landleute, deren Unerfahrenheit und Not ausbeutend, um sich allmählich in den Besitz ihres ganzen Vermögens zu setzen. Eine Familie nach der anderen wird zugrunde gerichtet.“

Nach mehrstündiger Beratung haben diese eine gemeinsame Bürgschaft für die aufzunehmenden Kredite des Vereins unterschrieben. Raiffeisen selbst bezeichnete diesen Abend später als Gründungsdatum des Genossenschaftsgedankens. Wichtig war ihm, dass jeder für den anderen Verantwortung übernahm. Die Mitglieder konnten in dem Verein Geld ansparen, aber auch zum Ankauf von Vieh und Gerät günstig leihen.
Raiffeisen bemühte sich um eine Versetzung an einen größeren Ort mit höherem Verdienst und größerem Wirkungskreis, was ihm dank seines guten Rufs auch gelang. Ab 1852 war er Bürgermeister in Heddesdorf (heute Stadtteil von Neuwied). Seine Familie bestand zu der Zeit aus ihm, seiner schon durch schwere Geburten kranken und geschwächten Frau Emilie sowie den Töchtern Amalie und Caroline. Zwei weitere Töchter waren in Flammersfeld früh verstorben. Die Bürgermeisterei Heddesdorf bestand damals aus zwölf Orten mit zusammen ungefähr 9.000 Einwohnern. Sie war schon geprägt von der beginnenden Industrialisierung mit einem Eisenwerk, einer Salmiak-Fabrik sowie einer Zucker- und Kartoffelmehlfabrik. Um ihre Familien ernähren zu können, waren viele Industriearbeiter gezwungen, nach einem zwölfstündigen Arbeitstag in der Fabrik noch ihre kleine Landwirtschaft zu bewirtschaften. Sie und kleinere Handwerksbetriebe waren oft überschuldet. Um helfen zu können, betrieb Raiffeisen die Gründung des „Heddesdorfer Wohltätigkeitsvereins“, dem im Mai 1854 58 Mitglieder beitraten und der am 22. Juli 1854 seine erste Generalversammlung abhielt. Auch hier war es Raiffeisen wieder wichtig, dass die Vereine keine Almosen verteilten, sondern durch günstige Kredite Hilfe zur Selbsthilfe leisteten. Aus dem Wohltätigkeitsverein wurde 1864 durch Umgründung der „Heddesdorfer Darlehenskassenverein“, der als erste Genossenschaftsbank nach unserem heutigen Verständnis gelten kann.
1863 starb seine Frau Emilie. Sie hatten sieben gemeinsame Kinder, von denen drei früh starben. Raiffeisen selbst hatte sich während dienstlicher Krankenbesuche mit Typhus infiziert und litt an wiederkehrenden nervösen Störungen, welche wahrscheinlich sein Augenleiden weiter verschlimmerten. Im Alter von 47 Jahren wurde er 1865 pensioniert und erhielt aufgrund der wenigen Dienstjahre nur eine geringe Pension. Er versuchte sich daraufhin wirtschaftlich erfolglos als Zigarrenhersteller, was er nach kurzer Zeit beendete, um mit etwas besserem Ertrag eine Weinhandlung zu betreiben.
Er hatte dadurch mehr Zeit, sich dem Aufbau des Genossenschaftswesens zu widmen, und veröffentlichte 1865 das Buch „Die Darlehnskassen-Vereine als Mittel zur Abhilfe der Noth der ländlichen Bevölkerung sowie auch der städtischen Handwerker und Arbeiter“. Das Buch wurde ein ungeahnter Erfolg und war maßgeblich zur Verbreitung des genossenschaftlichen Gedankens. Behörden und Entscheidungsträger wurden dadurch auf die Kreditvereine aufmerksam gemacht, und überall wurden ähnliche Vereine gegründet.

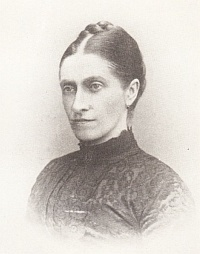
Amalie Raiffeisen

Raiffeisen heiratete 1868 die Witwe Maria Penserot (geborene Fuchs). Diese war ihm in seinem Wirken keine große Hilfe, und er war in den Folgejahren auf die Hilfe seiner Tochter Amalie Raiffeisen (* 2. August 1846, † 11. Januar 1897) angewiesen, die deshalb seinem Wunsch entsprechend unverheiratet blieb. Der spätere Reichstagsabgeordnete Martin Faßbender kündigte wahrscheinlich auch aufgrund dieses Eheverbots sein Angestelltenverhältnis bei Raiffeisen. 1870 existierten in der Rheinprovinz schon 75 Vereine, von denen Raiffeisen immer wieder als Berater und Referent angefragt wurde. Er unternahm laufend anstrengende Vortragsreisen, in denen er die Uneigennützigkeit, die er auch selbst vorlebte, betonte und auf ehrenamtlicher Vereinsführung bestand. Gleichzeitig entwickelte er Ideen, wie sich die Vereine gegenseitig helfen können, wenn manche zu hohe Einlagen und andere zu hohen Kreditbedarf haben. Daraus entwickelte sich 1872 die Geldausgleichsstelle der rheinischen landwirtschaftlichen Genossenschaftsbank und 1874 die „Deutsche landwirtschaftliche Centralbank“.
Raiffeisen unterrichtete 1880 auch unterfränkische Bauern in Prosselsheim über die Vorteile von Genossenschaften und über die Möglichkeiten der Gründung von Darlehenskassen.

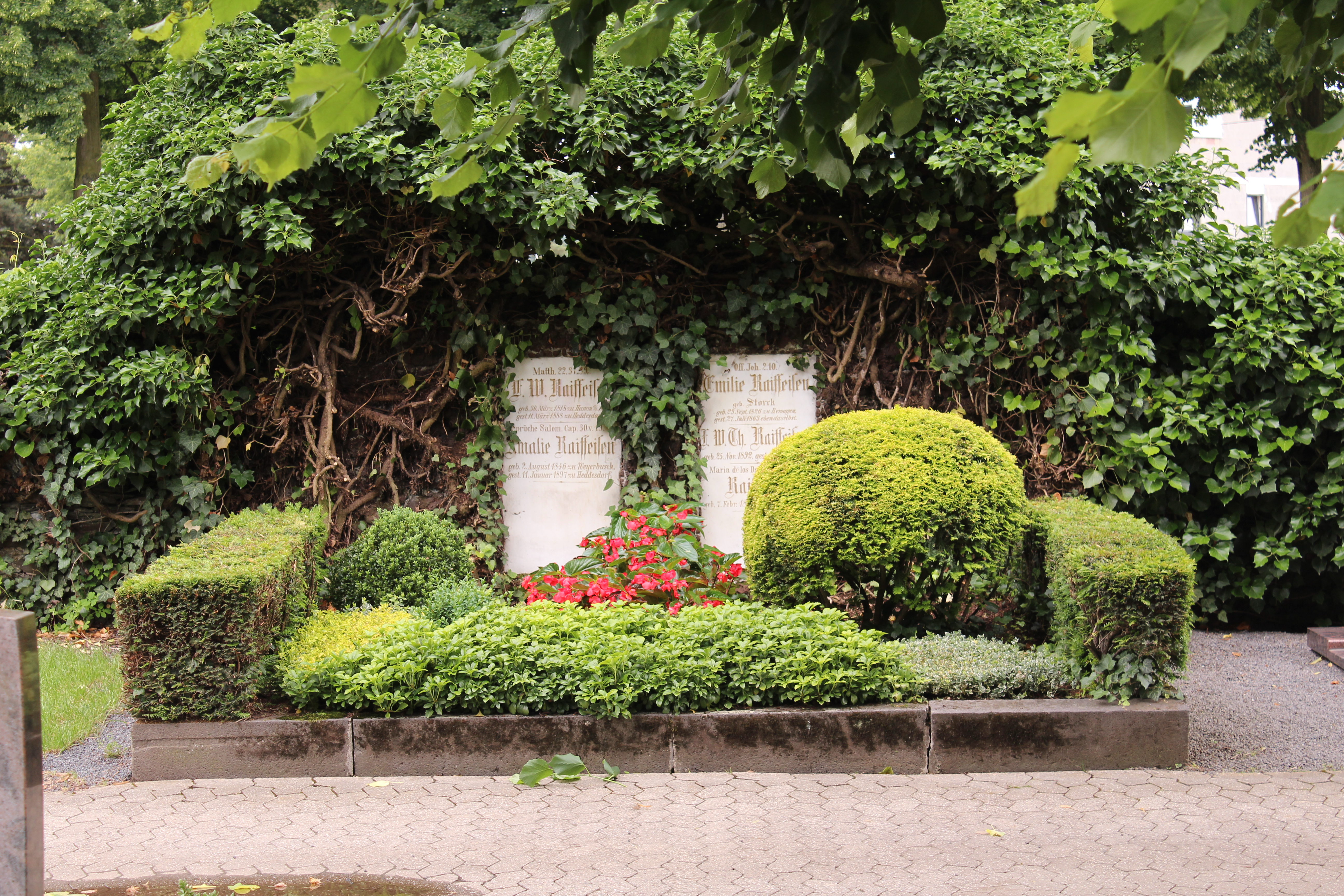
Familiengrab in Neuwied

Im Jahr 1881 gründete Raiffeisen die Raiffeisen Druckerei in Neuwied. Am 1. Mai 1886 trat er wegen seiner angegriffenen Gesundheit von allen Ämtern zurück. Wenig später erkrankte er an einer Lungenentzündung, an der er am 11. März 1888 starb. Drei Tage später wurde er im Familiengrab auf dem Friedhof Heddesdorf beerdigt.
Raiffeisen war überzeugter evangelischer Christ. Die Motivation für sein sozialpolitisches Handeln war sein in der Bibel gegründeter Glaube. Er schrieb: „Wir betonen […] ausdrücklich die christliche Nächstenliebe, welche in der Gottesliebe und in der Christenpflicht wurzelt, daraus ihre Nahrung zieht und, je mehr geübt, um so kräftiger, um so nachhaltiger wird.“

## Nachwirken
Die von Raiffeisen gegründeten Genossenschaften waren keine Genossenschaften im heutigen Sinn, sondern entstanden eher aus karitativen Gründen, um ohne jedes Gewinnstreben wirklich Bedürftigen zu helfen. Kennzeichnend war praktizierte christliche Nächstenliebe, bei der Wohlhabendere wirklich Notleidenden uneigennützig Hilfe leisteten. Der 1862 gegründete Sparkassenverein in Heddesdorf verpflichtete die Kreditnehmer erstmals zur Mitgliedschaft und kann daher als echte Genossenschaft bezeichnet werden. Aber erst in Verbindung mit dem Wirken der damals politisch den Liberalen nahestehenden Reformer und Politiker Hermann Schulze-Delitzsch und Wilhelm Haas, die mit dem verpflichtenden Erwerb von Geschäftsanteilen von Anfang an auch die Kreditnehmer zu Partnern und nicht nur zu Almosenempfängern machten, wurde das Genossenschaftswesen für alle Beteiligten populär. Schulze-Delitzsch erkannte die Wichtigkeit der gemeinsamen Haftung aller Mitglieder, und Haas war der Initiator von Gründungen in verschiedenen deutschen Ländern und dem Zusammenschluss in überregionalen Dachverbänden. Der die Zeit überdauernde Verdienst Raiffeisens bleibt sein unerschütterliches Eintreten zur gegenseitigen Hilfe auf „Treu und Glauben“ und die Initiierung erster überregionaler Universalgenossenschaften, die sowohl Geld- als auch Warengeschäfte tätigten.
So schreibt der Genossenschaftsverband auch in erster Linie von seiner unerschütterlichen Menschenliebe im Nachruf zu seinem Tod.

## Positionen

### Zum Judentum
Insbesondere nachdem Raiffeisen im Herbst 1880 im Auftrag des preußischen Landwirtschaftsministeriums Oberschlesien bereist hatte, um dort die Möglichkeit der Einführung von Darlehenskassen zu überprüfen, benannte er im Zusammenhang mit dem Wucher einige Male jüdische Händler. Ursache dafür war, dass in der Gegend sämtliche Händler, die zur damaligen Zeit auch die einzigen Kreditgeber für die kleinbäuerlichen Landwirte waren, dem jüdischen Glauben angehörten.
Raiffeisens Verhältnis zum Judentum war allerdings differenzierter. So sprach er sich ausdrücklich auch für die Einstellung jüdischer Angestellter aus. Insbesondere war seine Einstellung nie rassisch-ideologisch geprägt. Er selbst betonte in seiner nichtöffentlichen Denkschrift über die Reise nach Oberschlesien:

„Ich habe mich bei der Agitation und der Hetzerei gegen die Juden nie beteiligt. Ich werde auch künftig so handeln. Ich betrachte es für die Bevölkerung als das allein richtige und zugleich wirksamste Mittel, wenn sich dieselbe von den Juden selbst emancipiert, die betreffenden Geschäfte, namentlich die Geldangelegenheiten, selbst in die Hand nimmt und sich so vor den bisherigen verderblichen Einflüssen der Juden selbst schützt.“

In der damaligen Debatte versuchte er dann, seine Vorbehalte gegen jüdische Händler wissenschaftlich zu begründen. Unter anderem berief er sich auf Alfred von Kremer und auch auf die Bibelübersetzung von Martin Luther. Es entsprach dem damaligen Zeitgeist, wissenschaftliche Erklärungen, meist aus der Nationalökonomie und Soziologie, zur Untermauerung der Vorurteile gegen Juden zu suchen. Insgesamt war er aber in der Lage zu differenzieren und sah nicht in allen jüdischen Händlern Wucherer. An anderer Stelle schrieb er sogar, dass dort, wo christliche Händler den Markt beherrschen, diese meist noch schlimmer seien. Als Resümee zog er den Schluss, dass die Selbsthilfe über die Darlehenskassen-Vereine alle Probleme am besten löse.
Michael Klein sieht in Raiffeisen einen Vertreter seiner Zeit, der nicht frei von Vorurteilen war. Er bemühte sich jedoch, diese wissenschaftlich zu fundieren und gegebenenfalls auch zu korrigieren. Auf keinen Fall könne man ihn als Anhänger des damals aufkommenden rassistischen Antisemitismus bezeichnen.
Autor Hans Fässler warnt allerdings vor einer historischen Relativierung der antisemitischen Veröffentlichungen Raiffeisens.
Während der Zeit des Nationalsozialismus wurde F. W. Raiffeisen als überzeugter Antisemit dargestellt und instrumentalisiert. So sprach Gustav Simon, Gauleiter des neugeschaffenen Gaus Koblenz-Trier auf einer Rede anlässlich des 50. Todestags von Raiffeisen: «Wir dürfen daher als Nationalsozialisten Friedrich Wilhelm Raiffeisen als einen der unserigen nennen. (…) Wir Nationalsozialisten bejahen Raiffeisen auch deshalb, weil er dem Kapitalismus des 19. Jahrhunderts einen starken Schlag versetzt hat. Er hat den jüdischen Wucherkapitalismus als erster bekämpft. Er hat das deutsche Bauerntum frei gemacht aus den Klauen der jüdischen Zinswucherer (…).»
Am 25. Mai 2023 ist eine Gruppierung bestehend aus Pipilotti Rist, Paul Rechsteiner, Stefan Keller, Batja P. Guggenheim-Ami, Dinah Ehrenfreund, Karin Scheiber, Hanno Loewy und Hans Fässler mit der Forderung an die Öffentlichkeit getreten, wegen des Antisemitismus von Friedrich Wilhelm Raiffeisen müsse der Raiffeisenplatz (auch «Roter Platz» oder «Stadtlounge», Sitz der Zentrale von Raiffeisen Schweiz) im Zentrum von St.Gallen umbenannt werden. Als neue Namensgeberin schlägt die Gruppierung Recha Sternbuch (1905–1971) vor, welche lange in St. Gallen lebte und vor und während des Zweiten Weltkriegs zahlreiche Menschen vor der Vernichtung durch das Nazi-Regime gerettet hat.

### Zum Katholizismus
F. W. Raiffeisen wirkte zu der Zeit, als in Deutschland der Konflikt zwischen dem Königreich Preußen bzw. später dem Deutschen Kaiserreich unter Reichskanzler Otto von Bismarck und der katholischen Kirche unter Papst Pius IX. eskalierte, der ab 1871 zum Kulturkampf mit der Verfolgung der katholischen Amtskirche führte. Raiffeisen selbst hatte keinerlei Vorbehalte gegen Katholiken. In Weyerbusch war er Bürgermeister einer rein evangelischen Gemeinde. Das änderte sich mit dem Wechsel nach Flammersfeld, wo es im Gemeindegebiet neben zwei evangelischen Kirchspielen auch drei katholische Pfarreien gab. Im von ihm gegründeten Flammersfelder Hülfsverein waren alle Gremien paritätisch besetzt. Während seiner Amtszeit arbeitete der Verein, der bald nach seinem Wegzug seine Tätigkeiten einstellte, erfolgreich, so dass die gleichberechtigte Teilnahme von Vertretern beider Konfessionen funktioniert haben muss. Auch der Heddesdorfer Wohltätigkeitsverein war überkonfessionell angelegt. Der einzige katholische Pfarrer im Gemeindegebiet, mit dem Raiffeisen auch privat befreundet war, blieb allerdings das einzige katholische Mitglied. Seine Aktivitäten beschränkten sich daher auf evangelische Gemeindemitglieder.
Spätestens ab Beginn der 1860er Jahre stand Raiffeisen mit mehreren katholischen Priestern in Kontakt, die nach seinem Vorbild Hilfsvereine und später Darlehenskassen-Vereine in ihren Gemeinden organisieren wollten. Martin Faßbender, selbst ehemaliger katholischer Priesteramtskandidat, berichtete über die vollständige Teilnahme an katholischen Gottesdiensten durch Raiffeisen auf Reisen.
Mit den Mitgliedern des von Burghard von Schorlemer-Alst gegründeten zentrumsnahen Westfälischen Bauernvereins, der ab 1883 eigene Genossenschaften gründete, stand Raiffeisen laut eigener Aussage lange „in freundlichster Beziehung“. Diese brachen ab, als Martin Faßbender zu diesem wechselte. Inwiefern diese Konkurrenz konfessionell begründet war oder ob nicht doch hauptsächlich unterschiedliche Ansichten in Bezug auf die von Raiffeisen gewünschte Zentralisierung der Hauptgrund waren, bleibt nach der überlieferten Aktenlage spekulativ.
Michael Klein sieht in F. W. Raiffeisen einen frühen Ökumeniker der praktischen Tat. Er war nie ausgesprochener Konfessionalist und hat später, als sich zahlreiche Darlehenskassen-Vereine bildeten, überall in Richtung eines ausgewogenen Verhältnisses in den Führungsgremien hingearbeitet. Solange er lebte, achtete er darauf, dass im Aufsichtsrat des Landwirtschaftlichen Genossenschaftsblatts immer je ein katholischer und ein evangelischer Pfarrer vertreten waren. In den Darlehenskassen-Vereinen sah er eine Möglichkeit des praktischen Miteinanders unabhängig von der Konfession.

## Ehrungen und Erinnerung
Zu Lebzeiten wurde Raiffeisen 1871 zweimal vom preußischen Kronprinzen zu mehrstündigen Gesprächen empfangen und erhielt 1882 15.000 Mark Zuschuss zu seinem Hilfsfonds von Kaiser Wilhelm I. Von diesem wurde er 1884 zum Ritter des Roten Adlerordens ernannt.
Nach Friedrich Wilhelm Raiffeisen wurden zahlreiche Straßen (z. B. der Raiffeisenring in Neuwied und die Raiffeisenstraße in Flammersfeld), die Raiffeisenbrücke über den Rhein zwischen Neuwied und Weißenthurm, Schulen (Raiffeisenschule in Neuwied, Weyerbusch und Hamm (Sieg) sowie das genossenschaftliche Gymnasium Raiffeisen-Campus in Dernbach (Westerwald)), die Raiffeisen-Apotheke in Hamm (Sieg), der Raiffeisen-Turm bei Altenkirchen und letztlich die Raiffeisenbanken benannt.
Außerdem existiert in seiner Geburtsstadt Hamm (Sieg) das Raiffeisen-Museum im Raiffeisen-Haus und in Flammersfeld das ehemalige Wohnhaus Raiffeisens, das zum Museum umfunktioniert wurde (Raiffeisenhaus).
Das Bundesministerium der Finanzen gab 1968 zu Raiffeisens 150. Geburtstag eine 5-DM-Gedenkmünze aus.
Die Dr.-Hermann-Schulze-Delitzsch-Gesellschaft und die Friedrich-Wilhelm-Raiffeisen-Gesellschaft stellten am 29. November 2013 in den Bundesländern Sachsen und Rheinland-Pfalz gemeinsam einen länderübergreifenden Antrag zur Aufnahme der „Genossenschaftsidee“ in das Bundesweite Verzeichnis des immateriellen Kulturerbes (Erstellung im Rahmen der nationalen Umsetzung der UNESCO-Konvention zur Erhaltung des immateriellen Kulturerbes). Im Dezember 2014 wurde dieser Antrag genehmigt, als erste deutsche Nominierung bei der UNESCO für das immaterielle Kulturerbe eingereicht und dort am 30. November 2016 aufgenommen.
Am 1. Oktober 1958 war eine Wohlfahrtsmarke zu 7+3 Pfennig der Deutschen Bundespost erschienen, die motivgleich auch durch die Oberpostdirektion Saarland zu 6+4 Francs zur Ausgabe kam. Am 18. Februar 1988 erschien eine weitere Sondermarke durch die Deutsche Bundespost zum 100. Todestag.
Sonderstempel und Maschinenwerbestempel der Deutschen Bundespost oder der Deutschen Post AG mit F. W. Raiffeisen gab es 1968 in Bonn und Saarbrücken anlässlich seines 150. Geburtstages, 1988 in Bonn, Neuwied, und Hamm anlässlich seines 100. Todestages, 1976 in Flammersfeld und 1977 sowie 2012 in Neuwied.
Im September 2018 wurde ein Hörsaal im Hauptgebäude der Universität Bonn nach Raiffeisen benannt.

## Werke
- Die Darlehnskassen-Vereine als Mittel zur Abhilfe der Noth der ländlichen Bevölkerung, sowie auch der städtischen Handwerker und Arbeiter. Neuwied 1866 (PDF; 24,6 MB).
- Kurze Anleitung zur Gründung von Darlehnskassen-Vereinen zugleich Übersicht über deren Einrichtung und Organisation. 6. Auflage, Neuwied 1888.